# Arrondissement de Palaiseau
L'arrondissement de Palaiseau est une division administrative française, située dans le département de l'Essonne et la région Île-de-France.

## Historique
L'arrondissement de Palaiseau fut créé par le décret du ministère de l'Intérieur le 8 novembre 1962 dans l'ancien département de Seine-et-Oise avec les cantons d'Arpajon, Limours, Longjumeau et Palaiseau. À la veille de la création du département de l'Essonne, il fut modifié par le décret du 3 juin 1966 pour comporter en plus les cantons d'Athis-Mons, Massy et Savigny-sur-Orge. Il fut intégré par le décret du 22 juillet 1967 au nouveau département de l'Essonne.
Les limites des cantons furent modifiées une première fois par le décret du 7 décembre 1975 et à nouveau par un décret du 24 janvier 1985.
Elle a été modifiée en dernier lieu le 1er janvier 2018.

## Géographie

### Situation
| Type d'occupation           | Pourcentage | Superficie (en hectares) |
| --------------------------- | ----------- | ------------------------ |
| Espace urbain construit     | 32,6 %      | 15 053,38                |
| Espace urbain non construit | 8,8 %       | 4 062,13                 |
| Espace rural                | 58,6 %      | 27 058,43                |
| Source : Iaurif-MOS 2008    |             |                          |

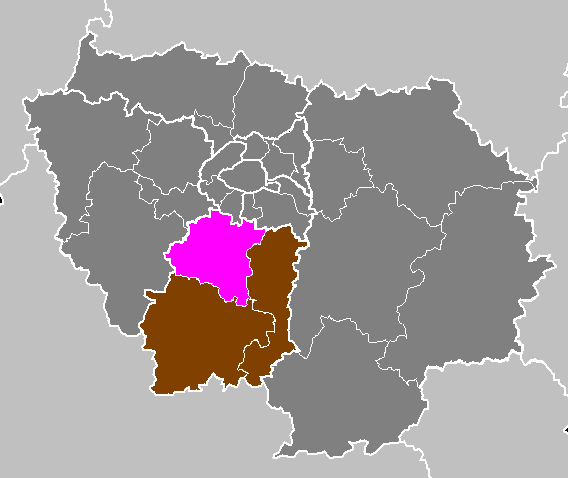
Situation de l'arrondissement de Palaiseau en Île-de-France.

L'arrondissement de Palaiseau est situé au nord-ouest du département de l'Essonne.

## Composition

### Composition avant 2015

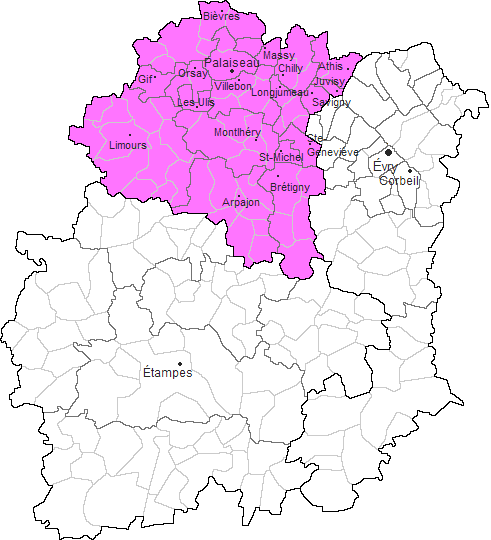
Localisation de l'arrondissement avant 2015.

L'arrondissement de Palaiseau était constitué de dix-neuf cantons regroupant soixante-cinq communes :
- Le canton d'Arpajon qui groupe dix communes avec Arpajon, Avrainville, Bruyères-le-Châtel, Cheptainville, Égly, Guibeville, Leuville-sur-Orge, La Norville, Ollainville, Saint-Germain-lès-Arpajon.
- Le canton d'Athis-Mons qui groupe deux communes avec Athis-Mons et Paray-Vieille-Poste.
- Le canton de Bièvres qui groupe six communes avec Bièvres, Saclay, Saint-Aubin, Vauhallan, Verrières-le-Buisson, Villiers-le-Bâcle.
- Le canton de Brétigny-sur-Orge qui groupe cinq communes avec Brétigny-sur-Orge, Leudeville, Marolles-en-Hurepoix, Le Plessis-Pâté, Saint-Vrain.
- Le canton de Chilly-Mazarin qui groupe trois communes avec Chilly-Mazarin, Morangis, Wissous.
- Le canton de Gif-sur-Yvette sur la totalité de la commune de Gif-sur-Yvette.
- Le canton de Juvisy-sur-Orge qui groupe deux communes avec Juvisy-sur-Orge et Savigny-sur-Orge en partie.
- Le canton de Limours qui groupe douze communes avec Boullay-les-Troux, Briis-sous-Forges, Courson-Monteloup, Fontenay-lès-Briis, Forges-les-Bains, Gometz-la-Ville, Gometz-le-Châtel, Janvry, Limours, Les Molières, Pecqueuse, Vaugrigneuse.
- Le canton de Longjumeau qui groupe quatre communes avec Épinay-sur-Orge, Longjumeau, Villemoisson-sur-Orge, Villiers-sur-Orge.
- Le canton de Massy-Est qui recouvre en partie Massy.
- Le canton de Massy-Ouest qui recouvre en partie Massy.
- Le canton de Montlhéry qui groupe sept communes avec Marcoussis, La Ville-du-Bois, Longpont-sur-Orge, Montlhéry, Linas, Nozay, Saint-Jean-de-Beauregard.
- Le canton d'Orsay qui groupe deux communes avec Bures-sur-Yvette et Orsay.
- Le canton de Palaiseau qui groupe deux communes avec Igny et Palaiseau.
- Le canton de Sainte-Geneviève-des-Bois sur la totalité de la commune de Sainte-Geneviève-des-Bois.
- Le canton de Saint-Michel-sur-Orge sur la totalité de la commune de Saint-Michel-sur-Orge.
- Le canton de Savigny-sur-Orge sur une partie de la commune de Savigny-sur-Orge.
- Le canton des Ulis sur la totalité de la commune des Ulis.
- Le canton de Villebon-sur-Yvette qui groupe cinq communes avec Ballainvilliers, Champlan, Saulx-les-Chartreux, Villebon-sur-Yvette, Villejust.

Toutefois, afin de faire coïncider les limites des arrondissements avec celle des intercommunalités, une modification de la composition de l'arrondissement intervient le 1er janvier 2018, et les communes d'Angervilliers, Breuillet et Saint-Maurice-Montcouronne, antérieurement intégrées à l'arrondissement d'Étampes le quittent pour rejoindre celui de Palaiseau. L'arrondissement compte donc depuis cette date 68 communes.

### Découpage communal depuis 2015
Depuis 2015, le nombre de communes des arrondissements varie chaque année soit du fait du redécoupage cantonal de 2014 qui a conduit à l'ajustement de périmètres de certains arrondissements, soit à la suite de la création de communes nouvelles. Le nombre de communes de l'arrondissement de Palaiseau est ainsi de 65 en 2015, 65 en 2016 et 68 en 2017.
Au 1er janvier 2024, l'arrondissement groupe les 68 communes suivantes :
1. Angervilliers
2. Arpajon
3. Athis-Mons
4. Avrainville
5. Ballainvilliers
6. Bièvres
7. Boullay-les-Troux
8. Brétigny-sur-Orge
9. Breuillet
10. Briis-sous-Forges
11. Bruyères-le-Châtel
12. Bures-sur-Yvette
13. Champlan
14. Cheptainville
15. Chilly-Mazarin
16. Courson-Monteloup
17. Égly
18. Épinay-sur-Orge
19. Fontenay-lès-Briis
20. Forges-les-Bains
21. Gif-sur-Yvette
22. Gometz-la-Ville
23. Gometz-le-Châtel
24. Guibeville
25. Igny
26. Janvry
27. Juvisy-sur-Orge
28. Leudeville
29. Leuville-sur-Orge
30. Limours
31. Linas
32. Longjumeau
33. Longpont-sur-Orge
34. Marcoussis
35. Marolles-en-Hurepoix
36. Massy
37. Les Molières
38. Montlhéry
39. Morangis
40. La Norville
41. Nozay
42. Ollainville
43. Orsay
44. Palaiseau
45. Paray-Vieille-Poste
46. Pecqueuse
47. Le Plessis-Pâté
48. Saclay
49. Saint-Aubin
50. Sainte-Geneviève-des-Bois
51. Saint-Germain-lès-Arpajon
52. Saint-Jean-de-Beauregard
53. Saint-Maurice-Montcouronne
54. Saint-Michel-sur-Orge
55. Saint-Vrain
56. Saulx-les-Chartreux
57. Savigny-sur-Orge
58. Les Ulis
59. Vaugrigneuse
60. Vauhallan
61. Verrières-le-Buisson
62. Villebon-sur-Yvette
63. La Ville-du-Bois
64. Villejust
65. Villemoisson-sur-Orge
66. Villiers-le-Bâcle
67. Villiers-sur-Orge
68. Wissous

## Démographie

### Évolution démographique
En 2022, l'arrondissement comptait 644 266 habitants.
| 1968    | 1975    | 1982    | 1990    | 1999    | 2006    | 2011    | 2016    | 2021    |
| ------- | ------- | ------- | ------- | ------- | ------- | ------- | ------- | ------- |
| 346 023 | 455 884 | 477 383 | 512 460 | 537 655 | 564 638 | 577 562 | 620 608 | 637 912 |

| 2022    | - | - | - | - | - | - | - | - |
| ------- | - | - | - | - | - | - | - | - |
| 644 266 | - | - | - | - | - | - | - | - |

### Pyramide des âges
| Hommes | Classe d’âge | Femmes |
| ------ | ------------ | ------ |
| 0,3    | 90 ans ou +  | 0,8    |
| 4,6    | 75 à 89 ans  | 7,0    |
| 11,8   | 60 à 74 ans  | 12,3   |
| 20,0   | 45 à 59 ans  | 20,3   |
| 21,7   | 30 à 44 ans  | 21,1   |
| 20,9   | 15 à 29 ans  | 19,3   |
| 20,7   | 0 à 14 ans   | 19,2   |

| Hommes | Classe d’âge | Femmes |
| ------ | ------------ | ------ |
| 0,3    | 90 ans ou +  | 0,8    |
| 4,4    | 75 à 89 ans  | 6,7    |
| 11,3   | 60 à 74 ans  | 11,9   |
| 19,9   | 45 à 59 ans  | 20,0   |
| 21,9   | 30 à 44 ans  | 21,4   |
| 20,6   | 15 à 29 ans  | 19,2   |
| 21,7   | 0 à 14 ans   | 20,0   |

## Représentation
| Période                                  | Période | Identité           | Fonction précédente                              | Observation |
| ---------------------------------------- | ------- | ------------------ | ------------------------------------------------ | ----------- |
| ?                                        | 1973    | Gérard Belorgey    | Administrateur civil                             | -           |
| 1973                                     | ?       | Jean Chevance      | Administrateur civil                             | -           |
| 1990                                     | 1992    | Jean Dussourd      |                                                  | -           |
| 1992                                     | 1996    | Pierre Pouëssel    |                                                  | -           |
| 1996                                     | 1998    | François Duvert    |                                                  | -           |
| 1998                                     | 2005    | François Marzorati |                                                  | -           |
| 2005                                     | 2009    | Roland Meyer       | Sous-préfet de Brest                             | -           |
| 2009                                     | 2015    | Daniel Barnier     | Administrateur civil                             | -           |
| 2015                                     | 2017    | Chantal Castelnot  |                                                  | -           |
| 2017                                     | 2020    | Abdel Kader Guerza | Conseiller du président du Sénat, Gérard Larcher | -           |
| Les données manquantes sont à compléter. |         |                    |                                                  |             |